# Kārlis Šteins
Kārlis Šteins (russisch Карл Августович Штейнс, Karl Awgustowitsch Schtejns, wiss. Transliteration Karl Avgustovič Štejns; * 13. Oktober 1911 in Kasan, Russland; † 4. April 1983) war ein lettischer und sowjetischer Astronom.

## Leben
Kārlis Šteins wuchs in Riga auf. Er besuchte bis 1925 die  Stadtrealschule zu Riga (Rīgas Pilsētas reālskola), die erste in Riga, die seit den 1870er Jahren eine naturwissenschaftlich ausgerichtete Schulbildung anbot, anschließend das Gymnasium. Von 1929 bis 1934 studierte Šteins Mathematik, Physik und Astronomie an der Lettländischen Universität in Riga. 1935–1936 sowie 1938 war er am Observatorium in Krakau tätig, 1937 am Observatorium Kopenhagen. Seit 1944 arbeitete Šteins an der nunmehr umbenannten Lettischen Staatsuniversität (Latvijas Valsts universitāte / LVU). 1951 wurde er auf den Lehrstuhl für Theoretische Physik der LVU berufen. 1959 wurde er zum Direktor des dortigen Observatoriums ernannt und 1966 zum Professor für Astronomie.
Šteins untersuchte in seiner Dissertation („Komētu orbītu evolūcija“) die Veränderungen von Kometenbahnen und wurde für seine Arbeiten zur Kometen-Kosmogonie bekannt. Er studierte die Erdrotation und war an der Entwicklung astronomischer Instrumente beteiligt. Während seines Aufenthalts in Krakau berechnete er die Bahn des 1933 entdeckten Asteroiden 1933 OP, den er nach dem englischen Begriff für Lettland (Latvia) benannte. Kurz nach seinem Tod wurde der 1969 von Nikolai Stepanowitsch Tschernych entdeckte Asteroid (2867) Šteins nach ihm benannt.